# Elfstedenronde de 2021
A 38.ª edição da clássica ciclista Elfstedenronde foi uma corrida em Bélgica que se celebrou a 6 de junho de 2021 com início na cidade de Hasselt e final na cidade de Bruges sobre um percurso de 193,10 quilómetros.
A corrida fez parte do UCI Europe Tour de 2021, calendário ciclístico dos Circuitos Continentais da UCI, dentro da categoria 1.1 e foi vencida pelo belga Tim Merlier do Alpecin-Fenix. Completaram o pódio, como segundo e terceiro classificado respectivamente, o britânico Mark Cavendish do Deceuninck-Quick Step e o também belga Sasha Weemaes do Sport Vlaanderen-Baloise.

## Equipas participantes
Tomaram parte na corrida 23 equipas: 6 de categoria UCI WorldTeam, 7 de categoria UCI ProTeam, 9 de categoria Continental e uma equipa local de ciclocross. Formaram assim um pelotão de 156 ciclistas dos que acabaram 122. As equipas participantes foram:
| Equipes WorldTeam (6)- Bora-Hansgrohe - Deceuninck-Quick Step - Intermarché-Wanty-Gobert Matériaux - Jumbo-Visma - Lotto Soudal - Team DSM Equipes ProTeam (7)- Alpecin-Fenix - B&B Hotels p/b KTM - Bingoal Pauwels Sauces WB - Arkéa-Samsic - Sport Vlaanderen-Baloise - Team Novo Nordisk - Total Direct Énergie Equipes Continentais (10)- Baloise-Trek Lions - Tarteletto-Isorex - À Bloc CT - BEAT Cycling - Black Spoke - EvoPro Racing - Metec-Solarwatt p/b Mantel - Riwal - Xelliss-Roubaix Lille Métropole - XSpeed United |
| |

## Classificação final
- As classificações finalizaram da seguinte forma:[4]

| \| Classificação geral \| Classificação geral \| Classificação geral \| Classificação geral \| Classificação geral \| \| Ciclista \| Ciclista \| Equipe \| Tempo \| \| \| ------------------- \| ------------------- \| ---------------------------------- \| ------------------- \| ------------------- \| \| 1. \| Tim Merlier \| Alpecin-Fenix \| 4h16m30s \| \| \| 2. \| Mark Cavendish \| Deceuninck-Quick Step \| + 0s \| \| \| 3. \| Sasha Weemaes \| Sport Vlaanderen-Baloise \| + 0s \| \| \| 4. \| Pascal Ackermann \| Bora-Hansgrohe \| + 0s \| \| \| 5. \| Michael Mørkøv \| Deceuninck-Quick Step \| + 0s \| \| \| 6. \| Danny van Poppel \| Intermarché-Wanty-Gobert Matériaux \| + 0s \| \| \| 7. \| Daniel McLay \| Arkéa-Samsic \| + 0s \| \| \| 8. \| Luca Mozzato \| B&B Hotels p/b KTM \| + 0s \| \| \| 9. \| Jordi Warlop \| Sport Vlaanderen-Baloise \| + 0s \| \| \| 10. \| Dylan Groenewegen \| Jumbo-Visma \| + 0s \| \| |                   |                                    |          |
| |                   |                                    |          |
| Fonte: ProCyclingStats |                   |                                    |          |
| Classificação geral |                   |                                    |          |
| Ciclista | Ciclista          | Equipe                             | Tempo    |
| 1. | Tim Merlier       | Alpecin-Fenix                      | 4h16m30s |
| 2. | Mark Cavendish    | Deceuninck-Quick Step              | + 0s     |
| 3. | Sasha Weemaes     | Sport Vlaanderen-Baloise           | + 0s     |
| 4. | Pascal Ackermann  | Bora-Hansgrohe                     | + 0s     |
| 5. | Michael Mørkøv    | Deceuninck-Quick Step              | + 0s     |
| 6. | Danny van Poppel  | Intermarché-Wanty-Gobert Matériaux | + 0s     |
| 7. | Daniel McLay      | Arkéa-Samsic                       | + 0s     |
| 8. | Luca Mozzato      | B&B Hotels p/b KTM                 | + 0s     |
| 9. | Jordi Warlop      | Sport Vlaanderen-Baloise           | + 0s     |
| 10. | Dylan Groenewegen | Jumbo-Visma                        | + 0s     |

## UCI World Ranking
A Elfstedenronde outorgou pontos para o UCI World Ranking para corredores das equipas nas categorias UCI WorldTeam, UCI ProTeam e Continental. As seguintes tabelas mostram o barómetro de pontuação e os 10 corredores que obtiveram mais pontos:
| Posição   | 1.º | 2.º | 3.º | 4.º | 5.º | 6.º | 7.º | 8.º | 9.º | 10.º | 11.º | 12.º | 13.º-15.º | 16.º-25.º |
| Pontuação | 125 | 85  | 70  | 60  | 50  | 40  | 35  | 30  | 25  | 20   | 15   | 10   | 5         | 3         |

| Classificação |                   |                                    |        |
| Posição       | Ciclista          | Equipa                             | Pontos |
| ------------- | ----------------- | ---------------------------------- | ------ |
| 1.º           | Tim Merlier       | Alpecin-Fenix                      | 125    |
| 2.º           | Mark Cavendish    | Deceuninck-Quick Step              | 85     |
| 3.º           | Sasha Weemaes     | Sport Vlaanderen-Baloise           | 70     |
| 4.º           | Pascal Ackermann  | Bora-Hansgrohe                     | 60     |
| 5.º           | Michael Mørkøv    | Deceuninck-Quick Step              | 50     |
| 6.º           | Danny van Poppel  | Intermarché-Wanty-Gobert Matériaux | 40     |
| 7.º           | Daniel McLay      | Arkéa Samsic                       | 35     |
| 8.º           | Luca Mozzato      | B&B Hotels p/b KTM                 | 30     |
| 9.º           | Jordi Warlop      | Sport Vlaanderen-Baloise           | 25     |
| 10.º          | Dylan Groenewegen | Jumbo-Visma                        | 20     |